# レミュエル・フランシス・アボット
レミュエル・フランシス・アボット（Lemuel "Francis" Abbott、1760年か1761年生まれ、1803年12月5日没）はイギリスの肖像画家である。イギリス首相官邸（ダウニング街10番地）に展示されているネルソン提督の肖像画など、イギリスの海軍軍人や文学界の人物の肖像画を描いたことで知られる。

## 略歴
レスターシャーの牧師の息子に生まれた。14歳になった1775年にロンドンに出て肖像画家、歴史画家のフランシス・ヘイマンの弟子になるが、1776年にヘイマンは亡くなってしまった。その後は独学で絵の修行をしたか、しばらくジョセフ・ライトに学んだとも考えられている。
1780年に結婚して、ロンドンに住み、ロイヤル・アカデミー・オブ・アーツの展覧会に出展したが、アカデミーの会員に選ばれることはなかった。多くの注文を受けて肖像画を描くようになり、過労と家庭内の不幸から、精神的疾患を患い、有名な精神科医、トーマス・マンローの治療を受けたこともあった。
多くの人物の肖像画を描き、1797年に描かれたネルソン提督の肖像画は、ネルソン提督がロンドンに暮らしていた時代に描かれたもので 、ネルソンとその妻もその出来栄えに満足していたとされる。それ以外の作品には海軍提督のロバート・カルダーや海軍のトーマス・ペイズリー卿、天文学者のウィリアム・ハーシェル、詩人のウィリアム・クーパー、画家のフランチェスコ・バルトロッツィ、彫刻家のジョセフ・ノルケンズ、実業家のマシュー・ボールトンやジョン・ウィルキンソンの肖像画がある。
作品には「フランシス・レミュエル・アボット」のように本名にフランシスを付加して著名されたが、その理由は不明である。

## 作品

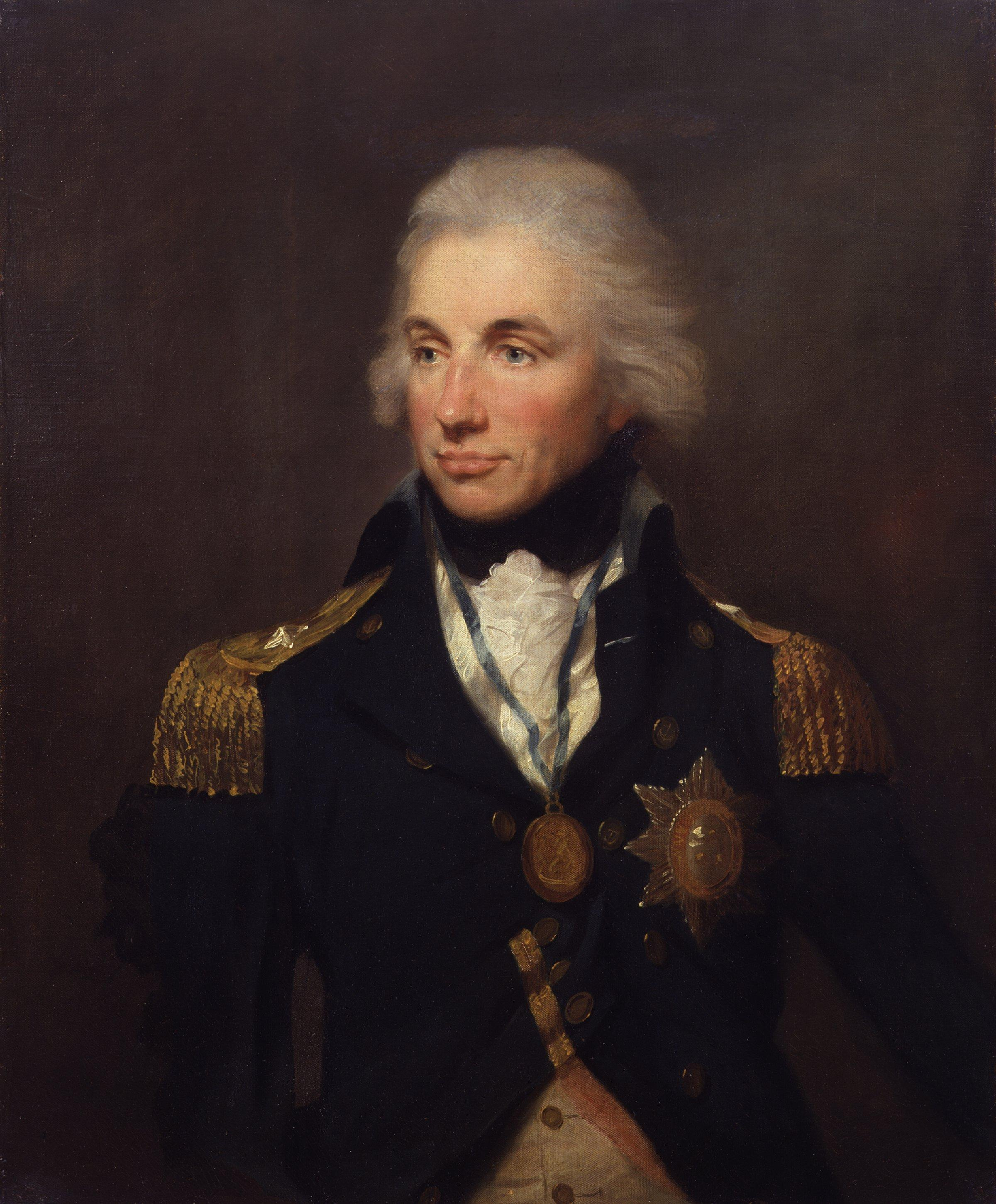
ネルソン提督 (1797) ナショナル・ポートレート・ギャラリー 蔵
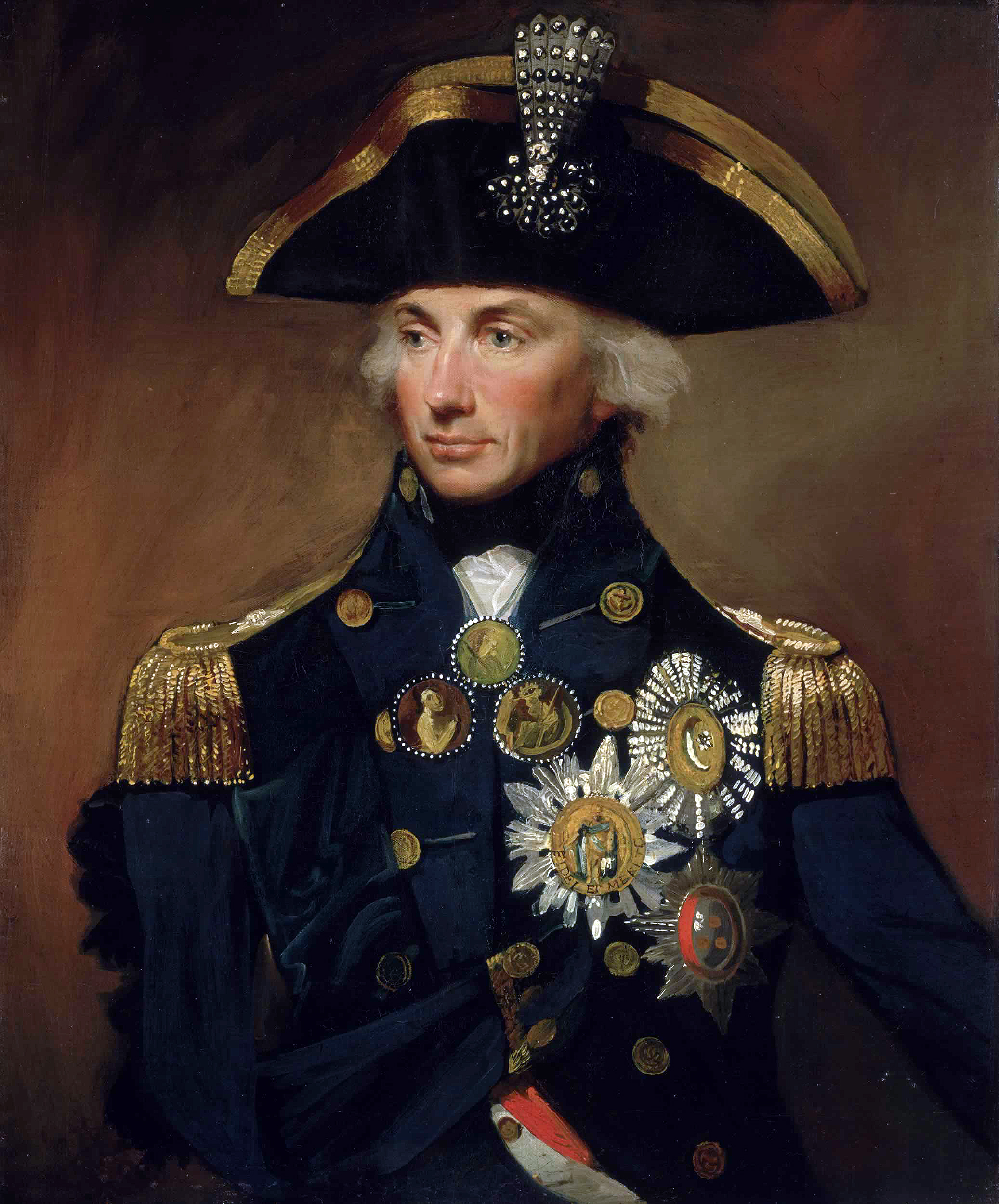
ネルソン提督 (1799) 国立海事博物館 蔵
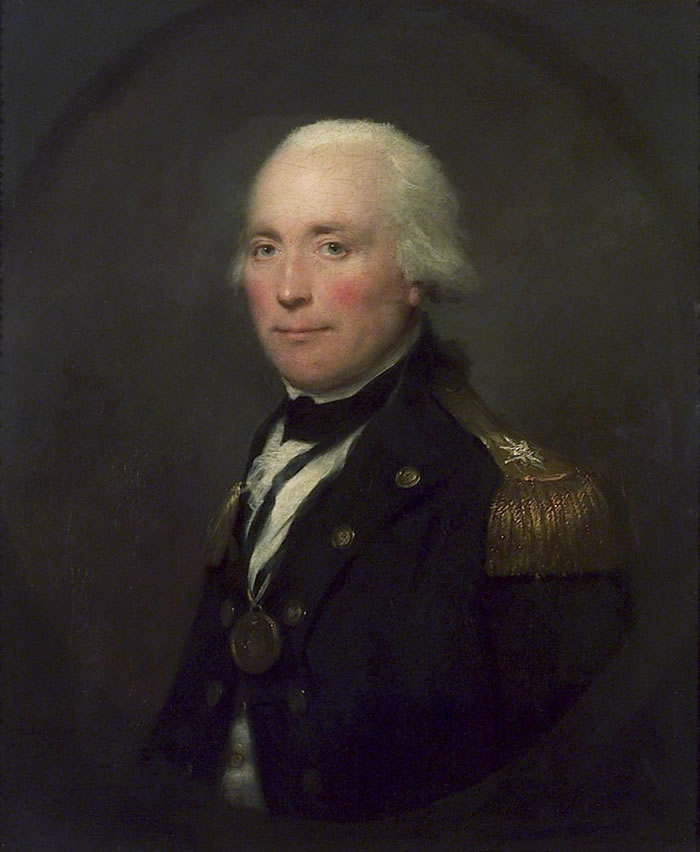
ロバート・カルダー(1797) 国立海事博物館 蔵
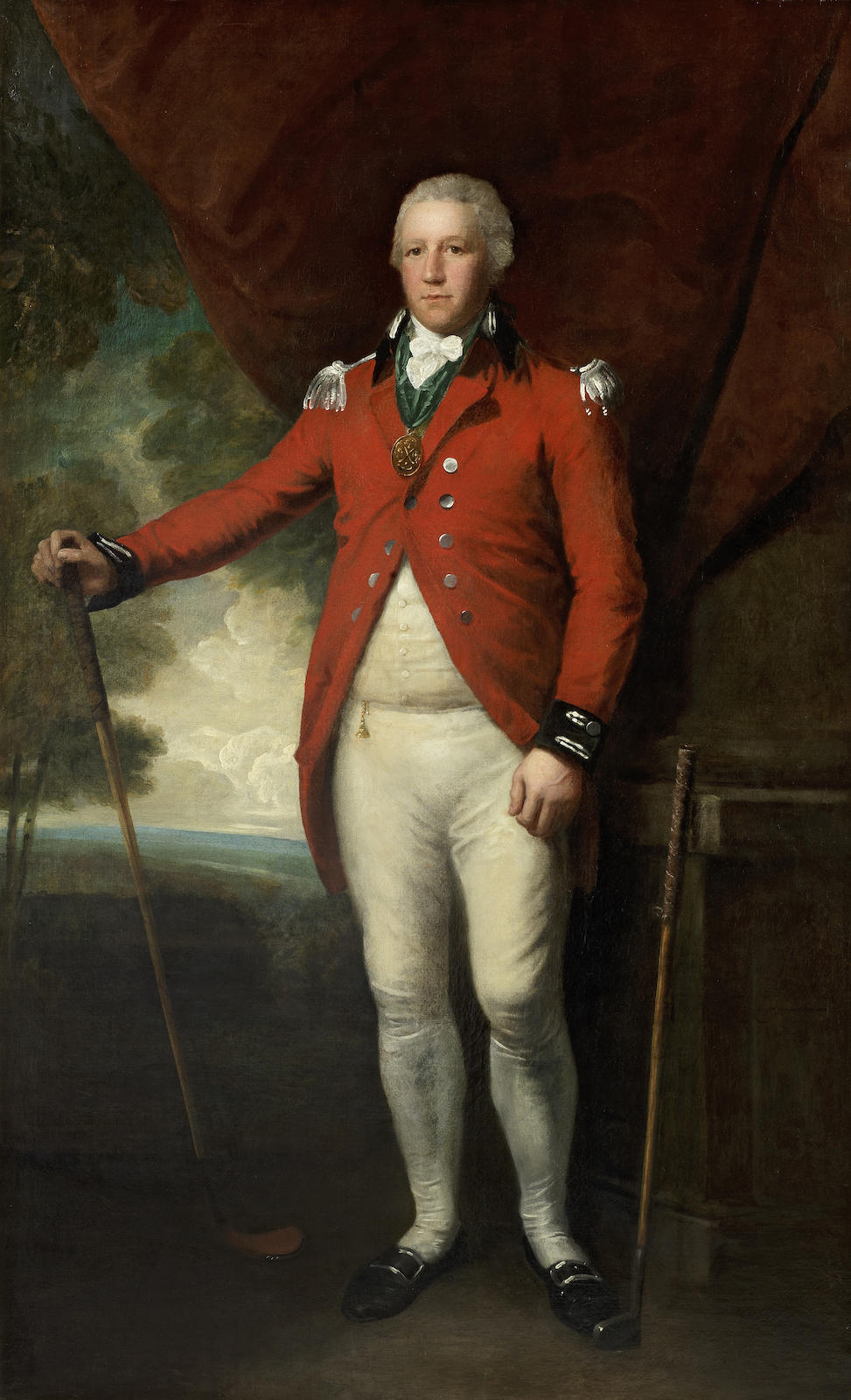
ゴルフ・クラブを持った海軍軍人